# Marie-Pierre Trauden-Thill
Marie-Pierre Trauden-Thill (Luxemburg-Stad, 1955) is een Luxemburgs kunstschilder, tekenaar en installatiekunstenaar. Ze signeert haar werk met haar naam of met het monogram MPTT.

## Leven en werk
Marie Trauden is een dochter van de schilder Marcel Thill (1925-1975). Ze maakte haar eerste werk op het atelier van haar vader ontplooide zich begin jaren 1980 als vrij kunstenaar. Ze maakt onder andere geometrisch-abstracte composities in olieverf, pastel en gemengde techniek, boekillustraties en munten. Trauden-Thill is ervan overtuigt dat kunst communicatie is, dat kunst iets losmaakt bij de kijker, hem raakt en zijn eigen gedachten in beweging zet.
In de jaren 70 waren door Trauden-Thill getekende kinderhoofdjes te zien op tentoonstellingen met werk van haar vader in de Cercle municipal (1973) en Galerie Wierschem (1977). Trauden-Thill sloot zich aan bij de Cercle Artistique de Luxembourg (CAL), waar ze sinds 1981 deelneemt aan de salons. Op de Salon du CAL 1984 ontving ze de aanmoedigingsprijs voor jonge kunstenaars, ze won daarna diverse andere prijzen. In 1987 had ze in de Galerie de Luxembourg haar eerste solotentoonstelling. Trauden-Thill was tweemaal resident (1984 en 1988) in de Cité Internationale des Arts in Parijs. Vanaf 2010 studeerde ze vier jaar aan de Academie voor Schone Kunsten in Trier.

## Onderscheidingen
- 1984 Prix d'encouragement aux Jeunes Artistes
- 1985 3e prijs op de Biennale des Jeunes in Esch-sur-Alzette.
- 1986 2e prijs op de Biennale des Jeunes in Esch-sur-Alzette.
- 1989 2e prijs op de Biennale des Jeunes in Esch-sur-Alzette.
- 1990 Prix de Bronze, Grand Prix de la Peinture, Sarreguemines.
- 1996 1e Prix Euro, Luxembourg, ABBL Luxembourg